# Welch (Oklahoma)
Welch és un poble dels Estats Units a l'estat d'Oklahoma. Segons el cens del 2000 tenia 597 habitants.

## Demografia
Segons el cens del 2000, Welch tenia 597 habitants, 247 habitatges, i 170 famílies. La densitat de població era de 501,1 habitants per km².
Dels 247 habitatges en un 27,9% hi vivien nens de menys de 18 anys, en un 54,3% hi vivien parelles casades, en un 11,7% dones solteres, i en un 30,8% no eren unitats familiars. En el 28,3% dels habitatges hi vivien persones soles el 17,4% de les quals corresponia a persones de 65 anys o més que vivien soles. El nombre mitjà de persones vivint en cada habitatge era de 2,35 i el nombre mitjà de persones que vivien en cada família era de 2,86.
Per edats la població es repartia de la següent manera: un 22,9% tenia menys de 18 anys, un 9,9% entre 18 i 24, un 23,1% entre 25 i 44, un 20,6% de 45 a 60 i un 23,5% 65 anys o més.
L'edat mediana era de 39 anys. Per cada 100 dones de 18 o més anys hi havia 84 homes.
La renda mediana per habitatge era de 31.389 $ i la renda mediana per família de 38.482 $. Els homes tenien una renda mediana de 22.063 $ mentre que les dones 21.944 $. La renda per capita de la població era de 14.358 $. Entorn del 8,9% de les famílies i el 14,8% de la població estaven per davall del llindar de pobresa.

## Poblacions més properes
El següent diagrama mostra les poblacions més properes.